# Amol
Amol ou Amul (em persa: آمل) é uma cidade iraniana da província de Mazandaran.

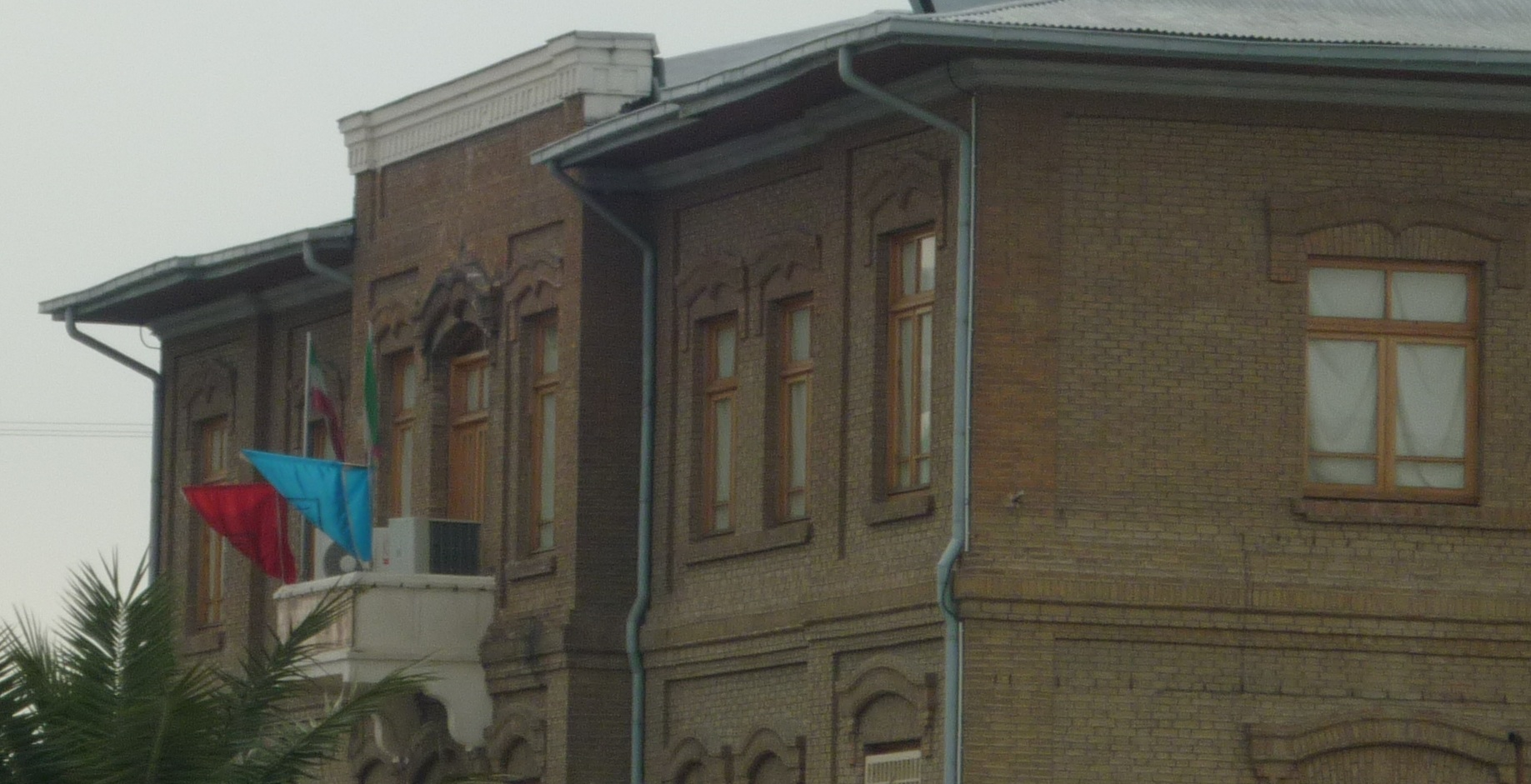
Historia Muzeum Amol
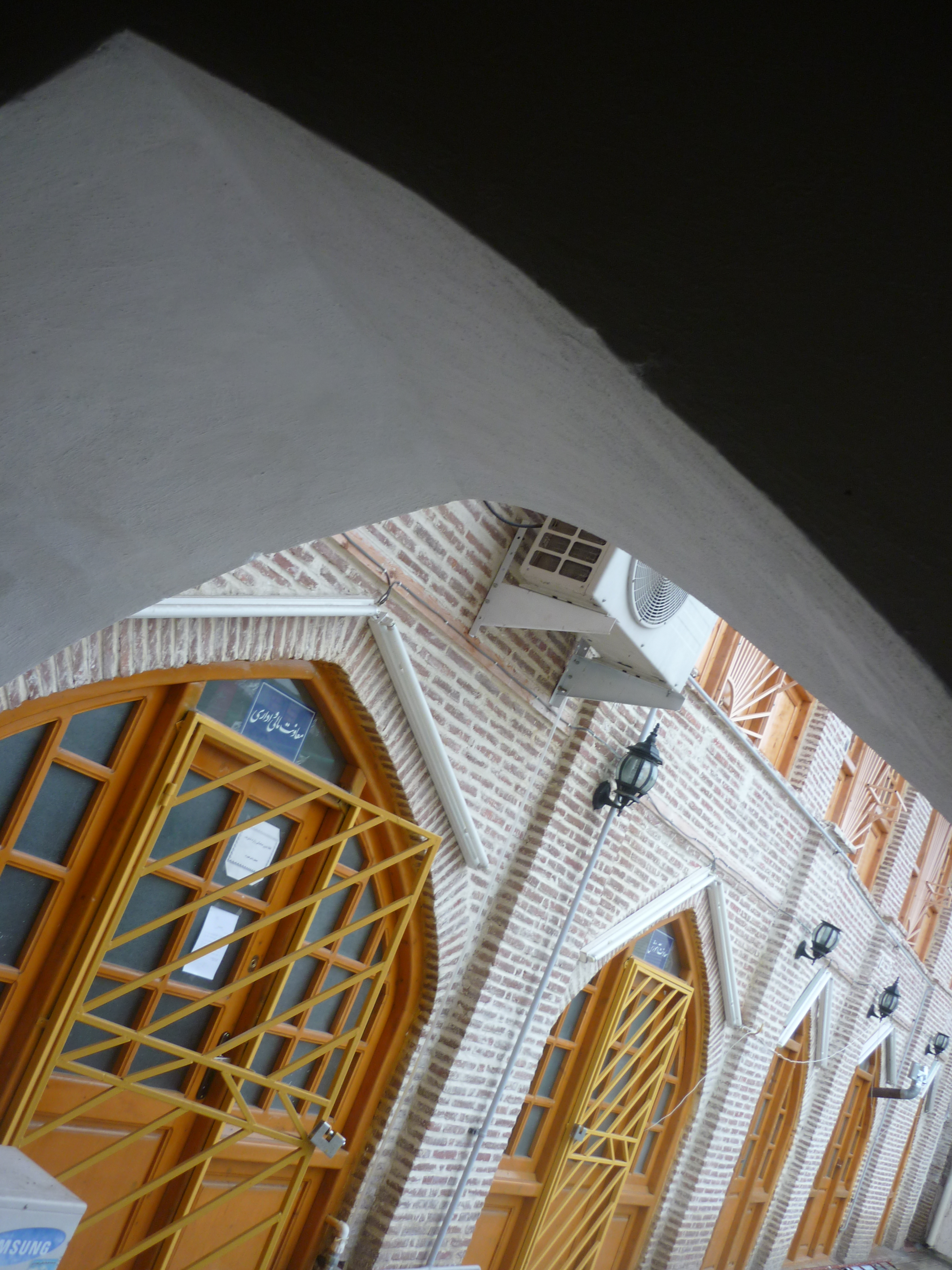
Meczet Jameh Amol
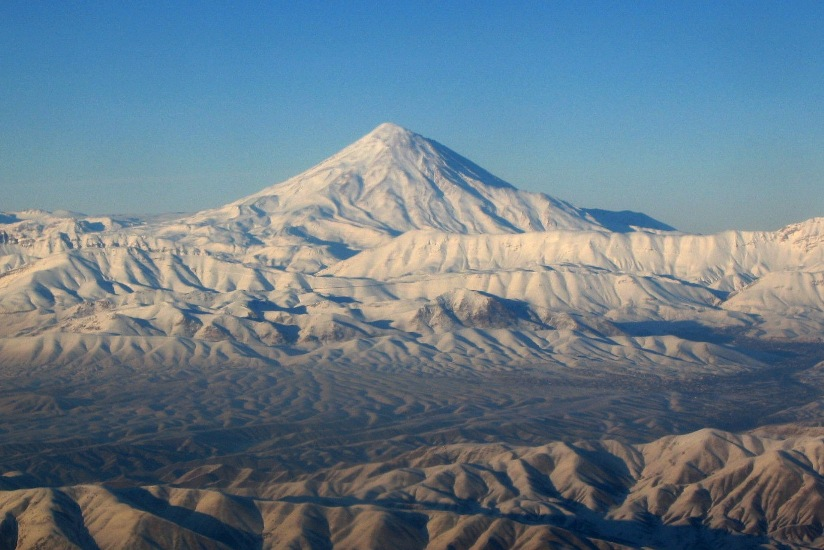
Góra Damavand, Amol